# Teodoro Riccio
Teodoro Riccio (Theodor Riccius) (* um 1540 in Brescia; † um 1603 in Ansbach) war ein italienischer Kapellmeister und Komponist.

## Leben und Wirken
Nach der Ausbildung als Kirchenmusiker wirkte Teodoro Riccius zunächst als Kapellmeister der Kirche Santa Nazaro in seiner Heimatstadt. Im Vorwort seines ersten Madrigalbuches von 1567, unterzeichnet er als „Maestro di Capella di San Nazaro“ in Brescia. Das war auch nachweislich seine erste eigene Arbeit, eine Sammlung von fünfstimmigen Madrigalen. Diese widmete er dem „Comiti Alfonso Capreolo“. Im gleichen Jahr folgte dann noch eine Sammlung von sechsstimmigen Madrigalen aus seiner Feder.
Als der Markgraf Georg Friedrich die Betreuung und später die Vormundschaft über den Herzog Albrecht Friedrich, als dessen nächster Verwandter übernahm, baute er auch die Besetzung wichtiger Aufgabenbereiche in den preußischen Landen in seine Sinne aus. Und so erging 1575 der Ruf an Teodoro Riccius zur Übernahme der Stelle des Hofkapellmeisters in Ansbach. Bereits 1578 wurde Georg Friedrich I. dann vom polnischen König Stephan Báthory, dem damaligen Lehnsherrn Preußens, mit dem Herzogtum belehnt. In diesem Jahr folgte Riccius seinem Dienstherrn nach Königsberg. In seiner Position als Hofkapellmeister erhielt er ab 1581 Unterstützung durch die Beiordnung des später berühmten Musikers Johannes Eccard (1553–1611)  als Unterkapellmeister. Dieser übernahm die Arbeit mit dem Knabenchor und einzelne Verwaltungsaufgaben. Am 30. Juli 1585 gewährte ihm der Herzog eine Bestellung auf Lebenszeit mit einem jährlichen Gehalt von 360 Gulden, freier Wohnung und zwei Kleidern. Als Teodoro Riccius in dieser Zeit zum protestantischen Glauben wechselte, fand das bei seinem Dienstherren ein großes Wohlwollen. Die Motivation dazu könnte aber vor allem aus seiner zweiten Eheschließung in Königsberg herrühren.
Am 11. November 1585 heiratete Teodoro Riccius in zweiter Ehe Barbara, die Witwe von Bartholomeus Schultz, die ebenfalls in Königsberg wohnhaft war. Aus der Ehe gingen zwei Kinder, der Sohn Hieronymus Christoph Riccius (1593–1627) und eine Tochter Esther Riccius hervor.
Gemeinsam mit seiner Ehefrau kehrte Riccius 1586 wieder nach Ansbach zurück. Hier entstand dann auch sein, vermutliche letztes Werk. Insgesamt sind von ihm zwei Bücher geistlicher Werke überliefert, weiterhin sakrale Gesänge und Messen. Vor allem seine Madrigale und Motetten, die heute unter anderem in der königlichen Staatsbibliothek München aufbewahrt werden, sind außerordentlich schön und vermitteln eine vortreffliche feierliche Stimmung. Durch das gekonnte Anschwellen und Verklingen der einzelnen Stimmen zueinander werden sie von Musikexperten „zum Schönsten“ was in dieser Zeit geleistet worden ist, gerechnet. In seinen Kanzonen und Madrigalen seiner frühen Schaffenszeit zeigte Riccius deutlich seine Herkunft aus der italienischen Musiktradition.
Zu dem Sterbejahr von Teodoro Riccius gibt es mehrere Angaben, die als Todesjahr von 1600 oder auch von 1603, aber zumeist ohne konkrete Dokumentation oder Nachweise, ausgehen. Relativ klar dagegen lässt sich Ansbach als Sterbeort zuordnen.

## Werke
- Madrigali – eine Sammlung davon Fünfstimmig und die zweite Sammlung Sechsstimmig, Venedig 1567

- 2 Bücher „Sacrae Cantiones“, Nürnberg, 1576 und 1580
- „Canzone alia Neapolitana“, Nürnberg, 1577
- Messe, Königsberg, 1579
- Magnificat, Königsberg, 1579
- Psalmen, Venedig, 1588
- Sammlung von Musikstücken (ohne weitere inhaltliche Zuordnung), Ansbach, 1590